# George W. Fithian

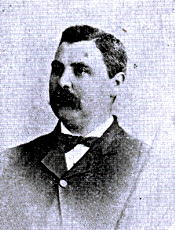
George W. Fithian

George Washington Fithian (* 4. Juli 1854 bei Willow Hill, Jasper County, Illinois; † 21. Januar 1921 in Memphis, Tennessee) war ein US-amerikanischer Politiker. Zwischen 1889 und 1895 vertrat er den Bundesstaat Illinois im US-Repräsentantenhaus.

## Leben
George Fithian besuchte die öffentlichen Schulen seiner Heimat. Danach absolvierte er in Mount Carmel eine Lehre im Druckerhandwerk. Nach einem anschließenden Jurastudium und seiner 1875 erfolgten Zulassung als Rechtsanwalt begann er in Newton in diesem Beruf zu arbeiten. Zwischen 1876 und 1884 war er Staatsanwalt im Jasper County. Gleichzeitig schlug er als Mitglied der Demokratischen Partei eine politische Laufbahn ein.
Bei den Kongresswahlen des Jahres 1888 wurde Fithian im 16. Wahlbezirk von Illinois in das US-Repräsentantenhaus in Washington, D.C. gewählt, wo er am 4. März 1889 die Nachfolge von Silas Z. Landes antrat. Nach zwei Wiederwahlen konnte er bis zum 3. März 1895 drei Legislaturperioden im Kongress absolvieren. Seit 1893 war er Vorsitzender des Ausschusses für die Handelsmarine und die Fischerei. Im Jahr 1894 wurde er nicht wiedergewählt.
Zwischen 1895 und 1897 war George Fithian Eisenbahn- und Lagerbeauftragter (Railroad and warehouse commissioner) des Staates Illinois. Außerdem praktizierte er wieder als Anwalt. Er wurde auch in der Landwirtschaft und hier besonders auf dem Gebiet der Viehzucht tätig. In der Nähe von Falcon im Staat Mississippi besaß er eine große Baumwollplantage. Er starb am 21. Januar 1921 in Memphis und wurde in Newton beigesetzt.